# Açude Sabugi
Açude Sabugi är en reservoar i Brasilien.   Den ligger i delstaten Rio Grande do Norte, i den östra delen av landet, 1 500 kilometer nordost om huvudstaden Brasília. Açude Sabugi ligger 178 meter över havet.
Omgivningarna runt Açude Sabugi är huvudsakligen savann. Runt Açude Sabugi är det ganska glesbefolkat, med 27 invånare per kvadratkilometer.